# Koki Anzai
Koki Anzai (安西 幸輝 Anzai Koki?), född 31 maj 1995 i Hyōgo prefektur, är en japansk fotbollsspelare.
Koki Anzai har spelat fyra landskamper för det japanska landslaget.